# Sheamus
Stephen Farrelly, znany jako Sheamus, a także jako Sheamus O'Shaunessy (ur. 28 stycznia 1978 w Dublinie w Irlandii) – irlandzki zawodowy zapaśnik, aktualnie występujący w federacji WWE. Mieszka na Florydzie. Na lewym ramieniu ma sześciocalową bliznę. Jest pierwszym Irlandczykiem, który był mistrzem WWE.
Był w celu promocji SmackDown World Tour 19 maja 2011 w Warszawie.
W 2012 roku tuż przed Night of Champions został mu zakazany Brogue Kick przez Bookera T, gdyż przypadkowo trafił tym ciosem odpychającego Alberto Del Rio – wspólnika tego zawodnika, co spowodowało przesunięcie kręgów wspólnika Alberto. Następnie ponownie zalegalizowano ten cios. Po krótkiej przerwie powrócił do WWE w 2015 roku.

## Florida Championship Wrestling
Sheamus zadebiutował w federacji rozwojowej Florida Championship Wrestling (FCW) 2 października 2007 w walce z Bryanem Kelly. Występował pod pseudonimem Sheamus O'Shaunessy. W tej federacji został do lipca 2009. Zdobył tam dwa razy pas FCW Florida Heavyweight Championship. 22 lipca 2009 z rozwojówki przeszedł do głównej federacji World Wrestling Entertainment (WWE).

## Przebieg kariery w WWE
Był dwukrotnym mistrzem WWE Championship. Zdobył także tytuł King of the Ring pokonując Johna Morrisona. W 2011 roku zdobył pas WWE United States Championship odbierając go Danielowi Bryan'owi. Pas utracił na rzecz Kofiego Kingstona na Extreme Rules 2011. Został przeniesiony na WWE SmackDown. W roku 2012 Sheamus zwyciężył Royal Rumble 2012. Na WrestleManii XXVIII zdobył World Heavyweight Championship pokonując w 18 sekund Daniela Bryana. Stracił pas na rzecz Big Showa na Hell in a Cell 2012, uderzony dwoma z rzędu K.O. Punch'ami. Na Survivor Series ponownie przegrał z Big Show'em. Big Show zasłonił się sędzią, gdy zobaczył, że Celtycki Wojownik wykonuje Brogue Kick'a. W tym wypadku Big Show został zdyskwalifikowany, lecz zachował tytuł. Na TLC Sheamus ponownie przegrał z Big Showem po uderzeniu wielkim krzesełkiem. Na Smackdown zdobył po raz drugi mistrzostwo USA wygrywając battle royal jako ostatniego eliminując mistrza Deana Ambrose. W roku 2015 dnia 14 czerwca pokonał na Money In The Bank Dolpa Zigglera, Romana Reignsa, Kane’a, Randiego Ortona oraz Koffiego Kingstona wchodząc w posiadanie walizki Money In the Bank. Następnie na gali Survivor Series (2015) wykorzystał walizkę pokonując Romana Reigns'a i zdobywając mistrzostwo gdzie Roman Reigns był mistrzem 5 minut i 15 sekund. Jest jednokrotnym RAW tag team championem. Na gali Roadblock: End of the Line wraz z Cesaro zdobył pasy WWE Raw Tag Team Championship a na Royal Rumble stracili na rzecz Luke'a Gallowsa i Karla Andersona. Obecnie prowadzą feud z The Hardy Boyz. Przeszedł Heel Turn wraz z Cesaro na gali Payback

## Osiągnięcia
- Florida Championship WrestlingSheamus to 3-krotny WWE World Champion. W swojej karierze był też m.in. WWE United States Championem (2 razy) i zwycięzcą Royal Rumble w 2012 roku

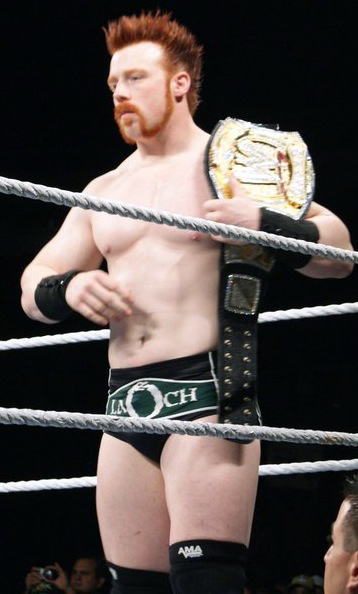
Sheamus to 3-krotny WWE World Champion. W swojej karierze był też m.in. WWE United States Championem (2 razy) i zwycięzcą Royal Rumble w 2012 roku

  - FCW Florida Heavyweight Championship (2 razy)
- Irish Whip Wrestling
  - Irish Whip Wrestling International Heavyweight Championship (2 razy)
- World Wrestling Entertainment
  - 1x World Heavyweight Championship
  - 3x WWE World Championship
  - 2x WWE United States Championship
  - 3x WWE Raw Tag Team Champion (z Cesaro)
  - Zwycięzca Royal Rumble 2012
  - Zwycięzca Turnieju King of the Ring 2010
  - Slammy Award za największy postęp w roku 2009
  - Slammy Award for Superstar/Diva Most in Need of Make-up (2010)
  - Zwycięzca Money In The Bank 2015
- Wrestling Observer Newsletter
  - Most Improved (2010)
- Pro Wrestling Illustrated
  - 10 pozycja na liście 500 najlepszych zawodników w PWI 500 (2010)
  - PWI sklasyfikowało go na 12. miejscu z 500. najlepszych wrestlerów roku 2011